# Steppach (Pommersfelden)

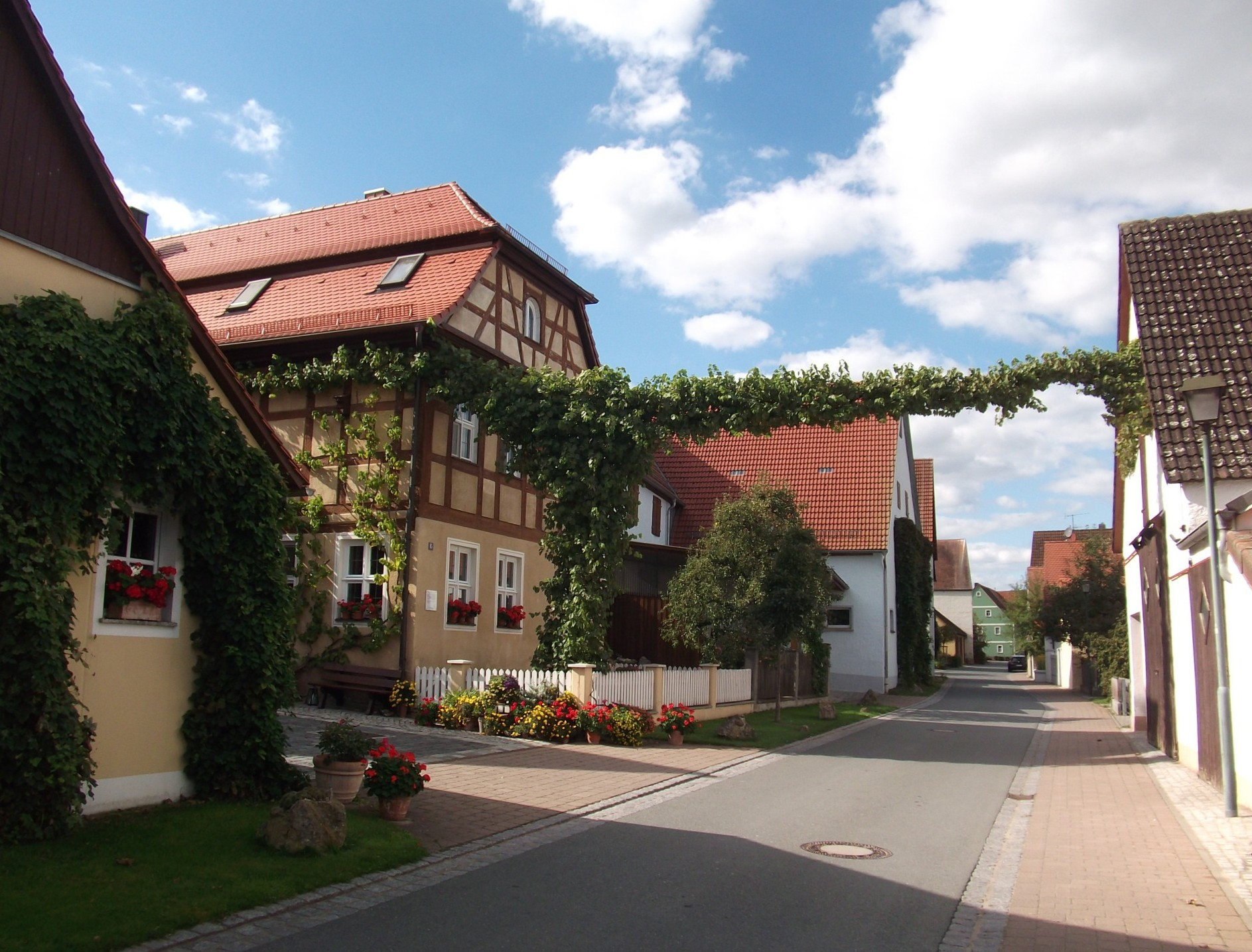
Färberhaus in Steppach

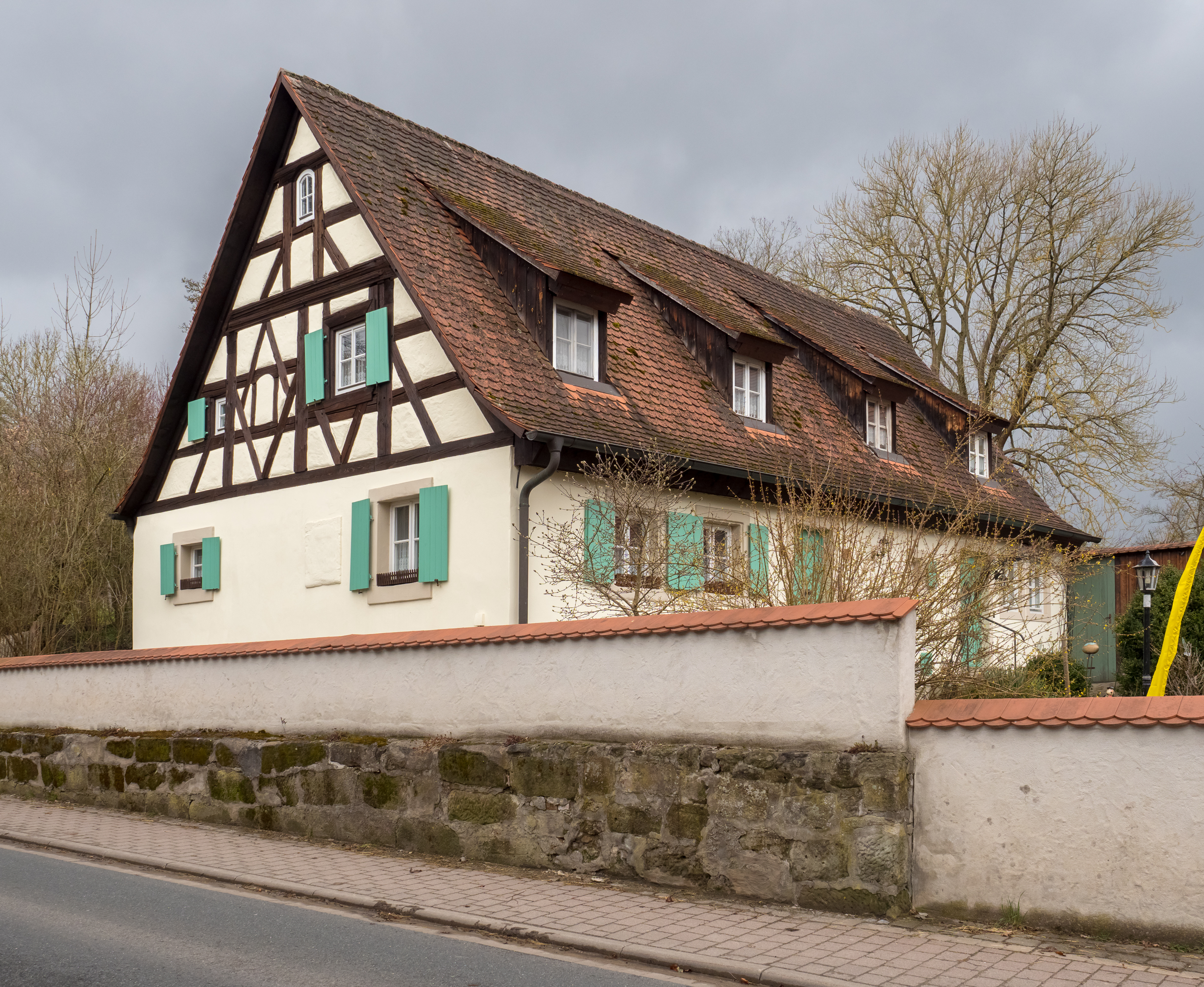
Bauernhaus in Steppach

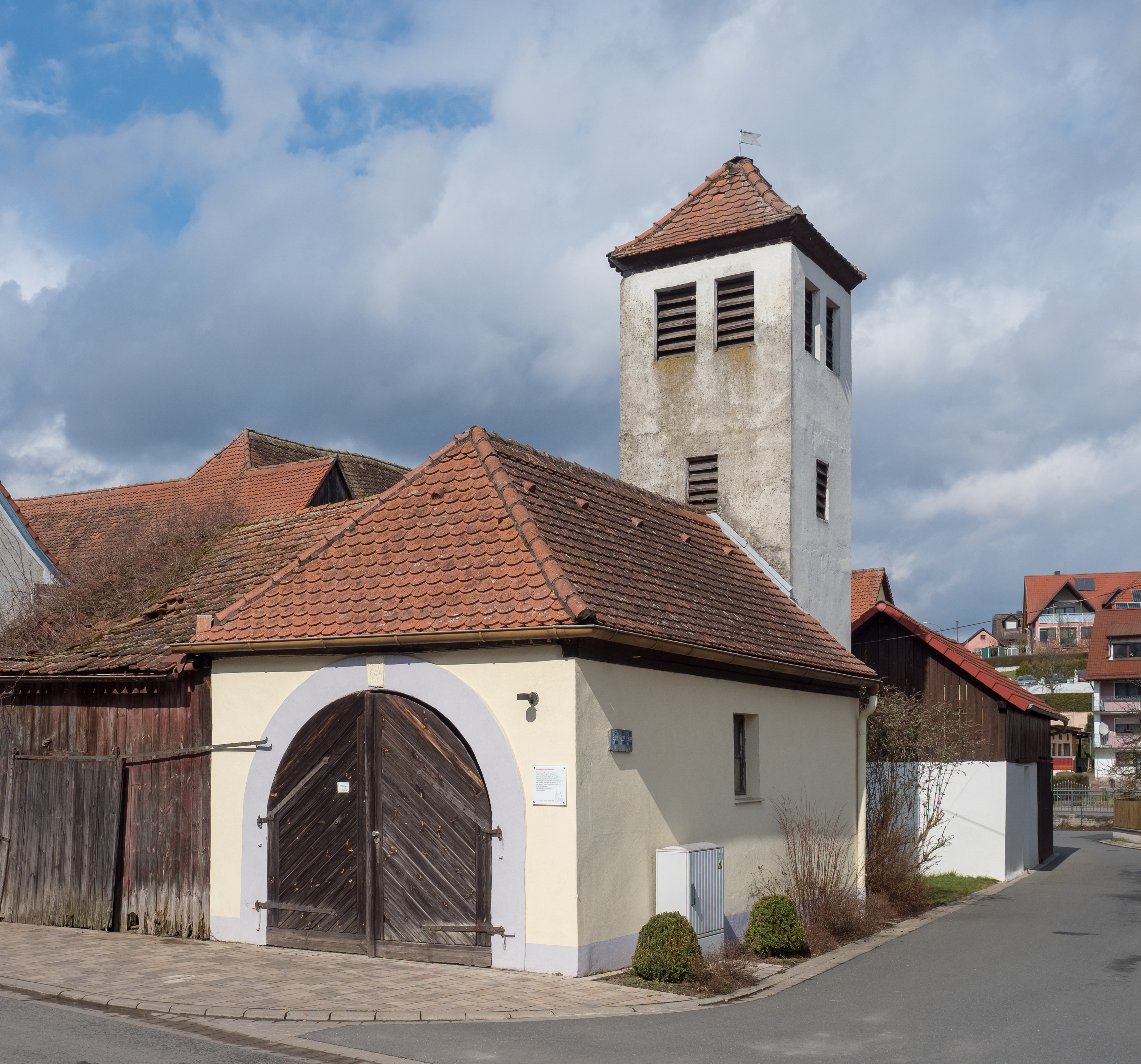
Altes Spritzenhaus

Steppach (ⓘ) ist ein Gemeindeteil der Gemeinde Pommersfelden im oberfränkischen Landkreis Bamberg in Bayern.

## Geografie
Durch das Pfarrdorf fließt der Stöckleinsbach, der nordwestlich des Ortes den Märzensee speist und bei Pommersfelden als linker Zufluss in die Reiche Ebrach mündet. Der Ort ist unmittelbar von Acker- und Grünland umgeben. Im Südosten wird die Flur Stockig genannt, im Süden Au. Etwa einen Kilometer westlich erhebt sich der Köster Berg (315 m ü. NHN) im Waldgebiet Weidach.
Nachbarorte sind im Osten Weiher und Oberndorf, im Süden Pommersfelden, im Südwesten Stolzenroth und im Nordwesten Unterköst (alle Gemeinde Pommersfelden).
Die Gemarkung Steppach hat eine Fläche von 11,799 km². Sie ist in 1710 Flurstücke aufgeteilt, die eine durchschnittliche Flurstücksfläche von 6900 m² haben. In ihr liegen neben dem namensgebenden Ort die Gemeindeteile Stolzenroth und Unterköst.

## Geschichte
Steppach wurde 1000 in den Fuldaer Traditionsnotizen erstmals urkundlich erwähnt. Der Ort entstand wohl erst im 10. Jahrhundert während der abklingenden fränkischen Kolonisation. Der Ortsname bedeutet zum stetig fließenden Bach. Das Hochstift Würzburg war der ursprüngliche Lehnsherr. 1093 wurden die Herren von Stetebach erwähnt, die dem Ministerialenverband der Grafen von Abenberg zugehörig waren. Sie hatten ein Freieigen im Ort und waren dem Hochstift Bamberg verbunden. Ende des 13. Jahrhunderts waren die Stetebach ausgestorben. Auch die Burggrafschaft Nürnberg und in deren Nachfolge die Markgrafen waren Lehnsherren. 1422 erschienen als deren Lehensträger die Herren von Cratz. Das markgräfliche Amt Liebenau-Steppach musste Markgraf Georg Wilhelm am 1. Juli 1721 wegen Überschuldung verkaufen. Es wurde für 72.000 fl. von den Grafen von Schönborn erworben.
Gegen Ende des 18. Jahrhunderts gab es in Steppach 69 Anwesen und ein Gemeindehirtenhaus. Das Hochgericht und die Dorf- und Gemeindeherrschaft übte die Schönborn’sche Herrschaft Pommersfelden aus. Grundherren waren die Herrschaft Pommersfelden (Wirtshaus, 2 Brauhäuser, Badstube, 3 Güter, 17 Sölden, 9 Tropfhäuser, 8 Häuser), das Hochstift Bamberg (Verwaltung Sambach 4 Gülthöfe, 12 Sölden, 2 Tropfhäuser), das Domkapitel Bamberg (1 Mühle, 1 Gut, 2 Häuser), das Kastenamt Schlüsselau (2 Gütlein) und die Pfarrei Steppach (3 Häuser).
1802 kamen die bambergischen Güter von Steppach an das Kurfürstentum Bayern, 1806 auch die der Herrschaft Pommersfelden. Im Rahmen des Gemeindeedikts wurde 1808 der Steuerdistrikt und die Ruralgemeinde Steppach gebildet, zu dem bzw. zu der Stolzenroth und Unterköst gehörten. Die Ruralgemeinde war in Verwaltung und Gerichtsbarkeit dem Landgericht Höchstadt zugeordnet und in der Finanzverwaltung dem Rentamt Höchstadt. Der freiwilligen Gerichtsbarkeit und der Ortspolizei unterstanden 42 Anwesen dem Patrimonialgericht Pommersfelden (bis 1848). Ab 1862 gehörte Steppach zum Bezirksamt Höchstadt an der Aisch (1939 in Landkreis Höchstadt an der Aisch umbenannt) und weiterhin zum Rentamt Höchstadt (1919 in Finanzamt Höchstadt umbenannt, 1929–1972: Finanzamt Forchheim, seit 1972: Finanzamt Bamberg). Die Gerichtsbarkeit blieb beim Landgericht Höchstadt (1879 in das Amtsgericht Höchstadt an der Aisch umgewandelt), von 1959 bis 1973 war das Amtsgericht Forchheim zuständig, seitdem ist es das Amtsgericht Bamberg. Die Gemeinde hatte eine Fläche von 11,809 km².
Bis zum 30. Juni 1972 gehörte Steppach zum Landkreis Höchstadt an der Aisch. Die Gemeinde Steppach wurde am 1. Mai 1978 im Zuge der Gebietsreform in Bayern in die Gemeinde Pommersfelden eingegliedert.

## Einwohnerentwicklung
Gemeinde Steppach
| Jahr      | 1819   | 1840   | 1852   | 1855   | 1861   | 1867   | 1871   | 1875   | 1880   | 1885   | 1890   | 1895   | 1900   | 1905   | 1910   | 1919   | 1925   | 1933   | 1939   | 1946   | 1950   | 1952   | 1961  | 1970   |
| Einwohner | 539    | 625    | 568    | 567    | 569    | 597    | 605    | 589    | 628    | 617    | 572    | 560    | 551    | 552    | 561    | 548    | 553    | 511    | 512    | 760    | 769    | 740    | 575   | 637    |
| Häuser    |        |        |        |        |        |        | 102    |        |        | 105    | 105    |        | 102    |        |        |        | 102    |        |        |        | 106    |        | 114   |        |
| Quelle    | [ 12 ] | [ 13 ] | [ 13 ] | [ 13 ] | [ 14 ] | [ 15 ] | [ 16 ] | [ 17 ] | [ 18 ] | [ 19 ] | [ 20 ] | [ 13 ] | [ 21 ] | [ 13 ] | [ 22 ] | [ 13 ] | [ 23 ] | [ 13 ] | [ 13 ] | [ 13 ] | [ 24 ] | [ 13 ] | [ 9 ] | [ 25 ] |

Ort Steppach
| Jahr      | 001819 | 001861 | 001871 | 001885 | 001900 | 001925 | 001950 | 001961 | 001970 | 001987 | 002018 | 002021 |
| Einwohner | 371    | 386    | 411    | 431    | 381    | 386    | 575    | 434    | 519    | 691    | 1043   | 1051   |
| Häuser    |        |        |        | 73     | 72     | 74     | 78     | 86     |        | 171    |        |        |
| Quelle    | [ 12 ] | [ 14 ] | [ 16 ] | [ 19 ] | [ 21 ] | [ 23 ] | [ 24 ] | [ 9 ]  | [ 25 ] | [ 26 ] | [ 27 ] | [ 1 ]  |

## Wappen
Die Gemeinde führte ab dem 28. November 1958 ein Wappen.
Blasonierung: „Über von Silber und Schwarz gevierten Schildfuß in Blau nebeneinander drei silberne Quadertürme mit rot gedeckten Zinnen.“
Wappenbeschreibung: Die drei Türme stellen die drei ehemaligen Burgen Steppach, Stolzenroth und Liebenau dar. Nach Letzterer wurde ein Amt der Zollerischen Burggrafen von Nürnberg und späteren Markgrafen von Brandenburg-Kulmbach benannt, dessen Sitz zuletzt das Dorf Steppach war. Deshalb erscheint im Gemeindewappen der gevierte Schild der Zollern. Die Hauptfarben Silber und Blau weisen auf die Farben des Stammwappens der Truchseß von Pommersfelden hin, die einst die wichtigste Grundherrschaft im Ort war.

## Religion
Der Ort ist Sitz der Pfarrei St. Erhard, die mit der Reformation evangelisch wurde. Die Katholiken sind nach St. Antonius Abbas (Sambach) gepfarrt.

## Baudenkmäler

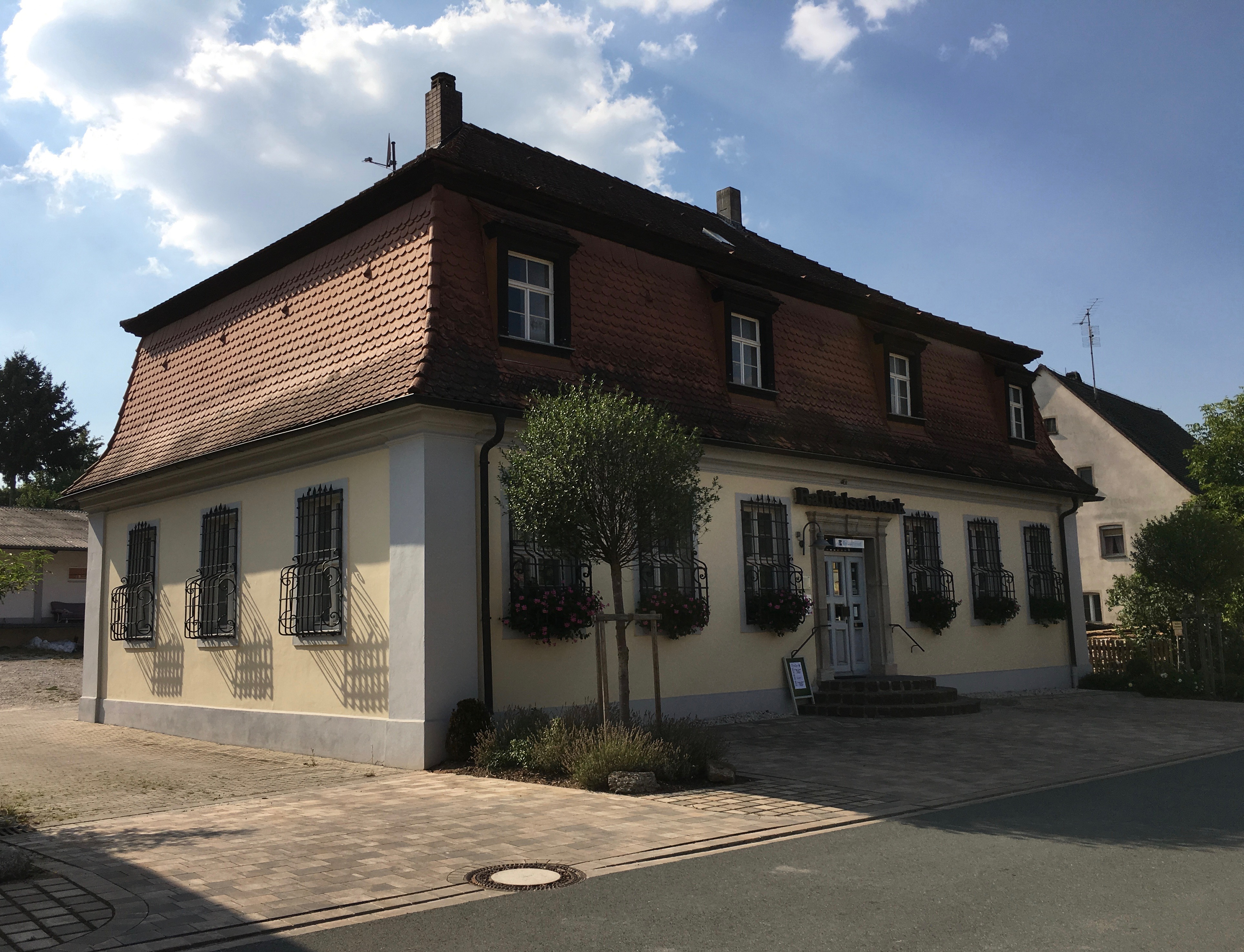
Ehemaliges Forsthaus
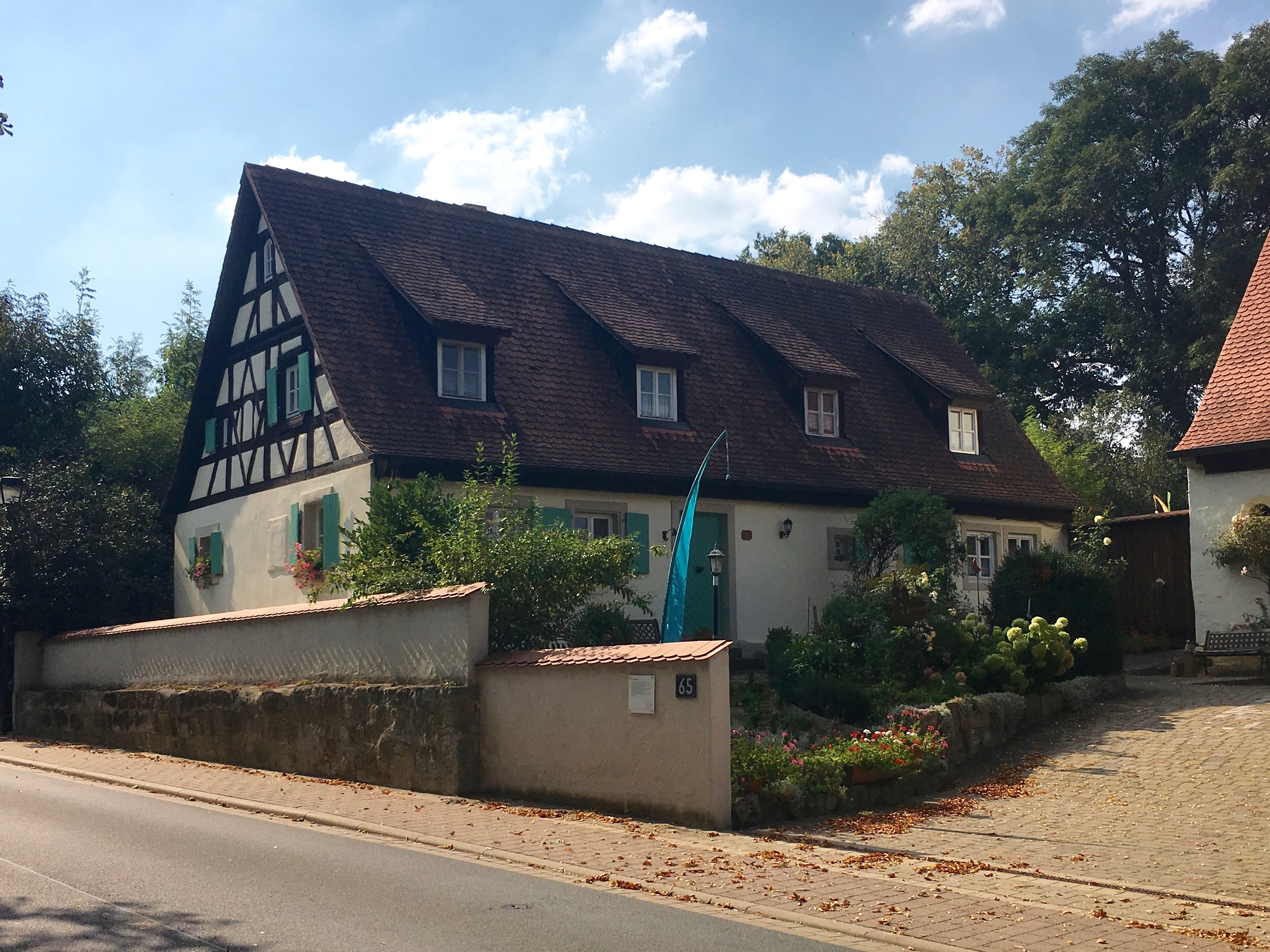
Kleinbauernhof
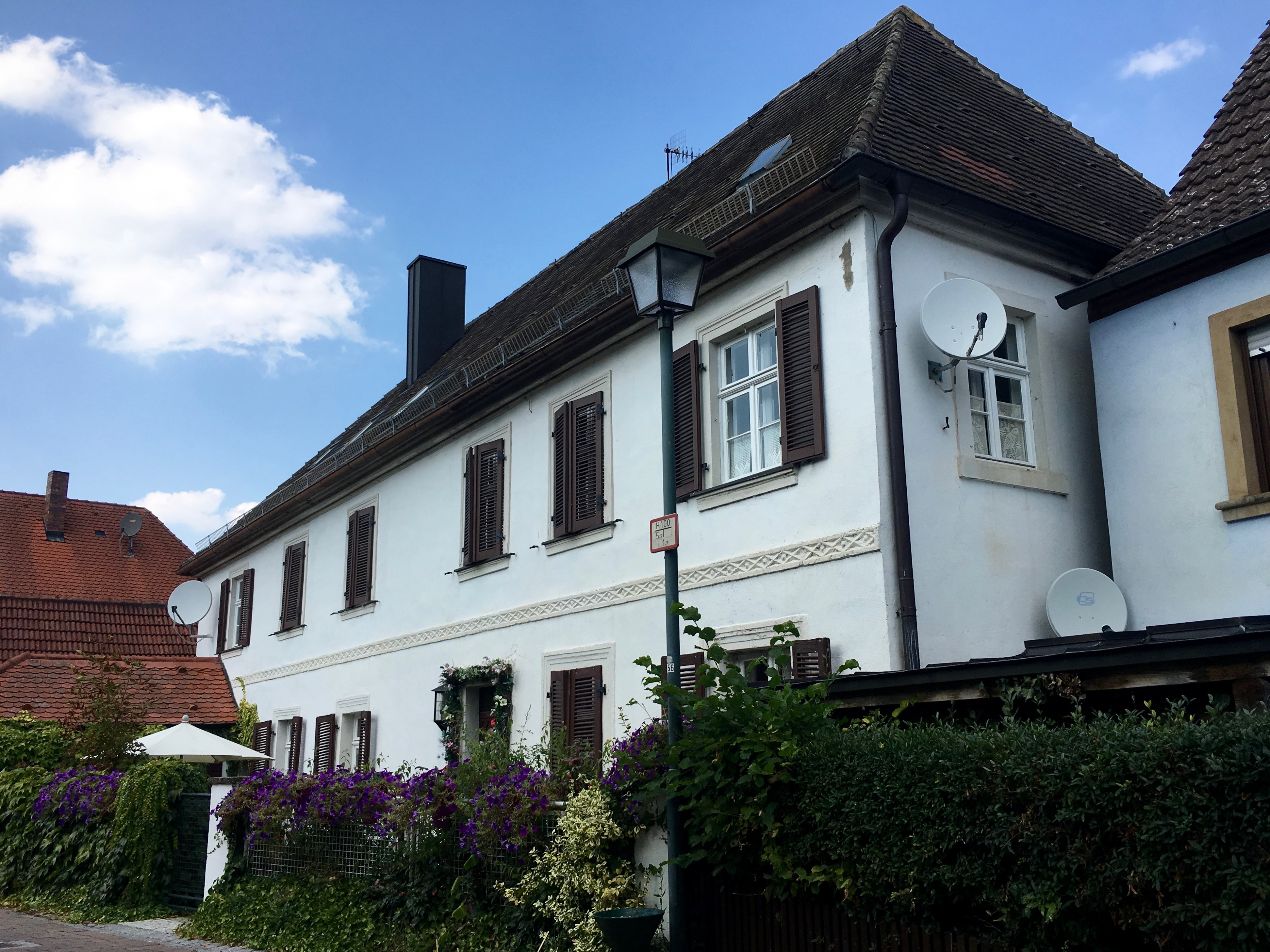
Pfarrhof
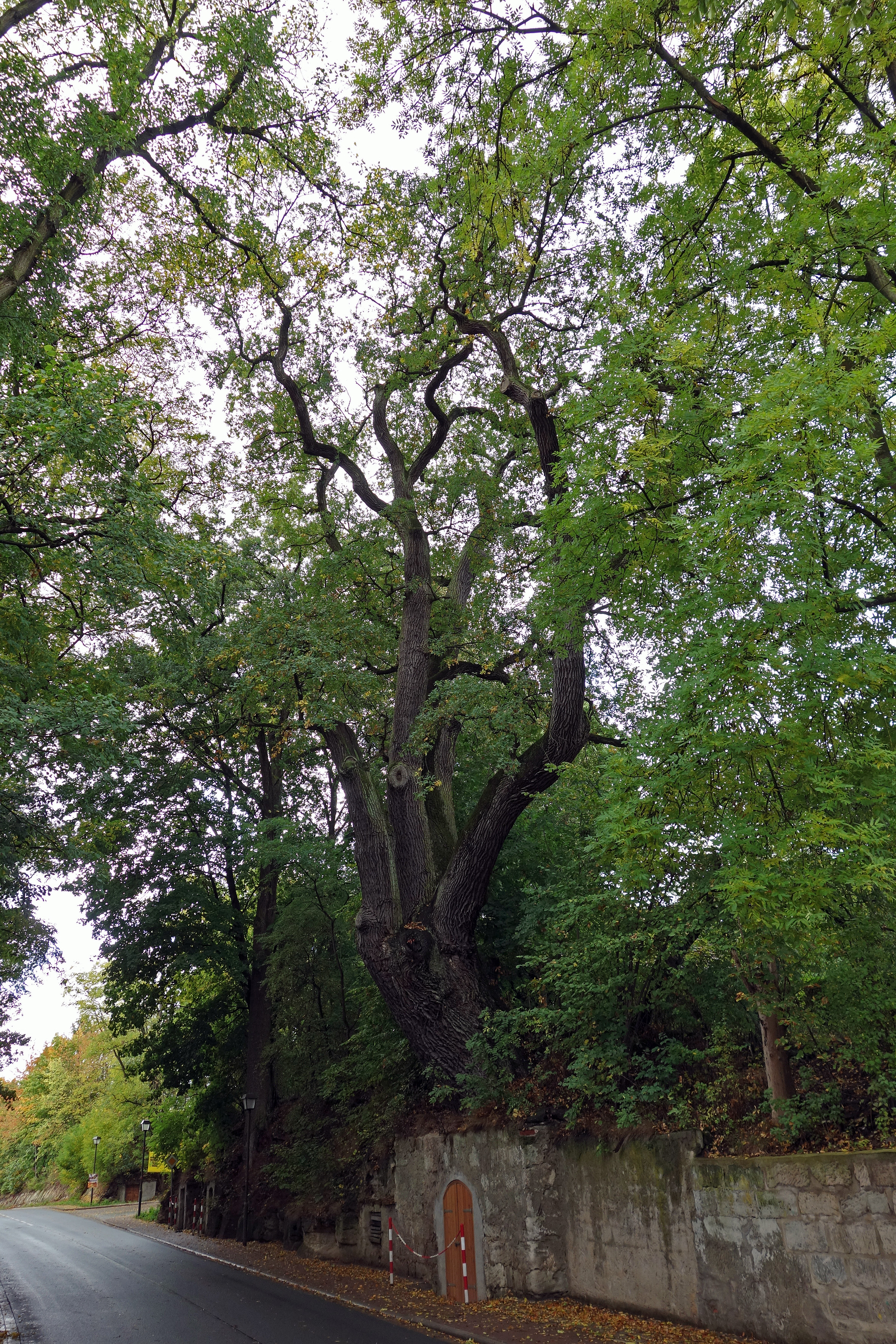
Vollandseiche auf Bierkeller
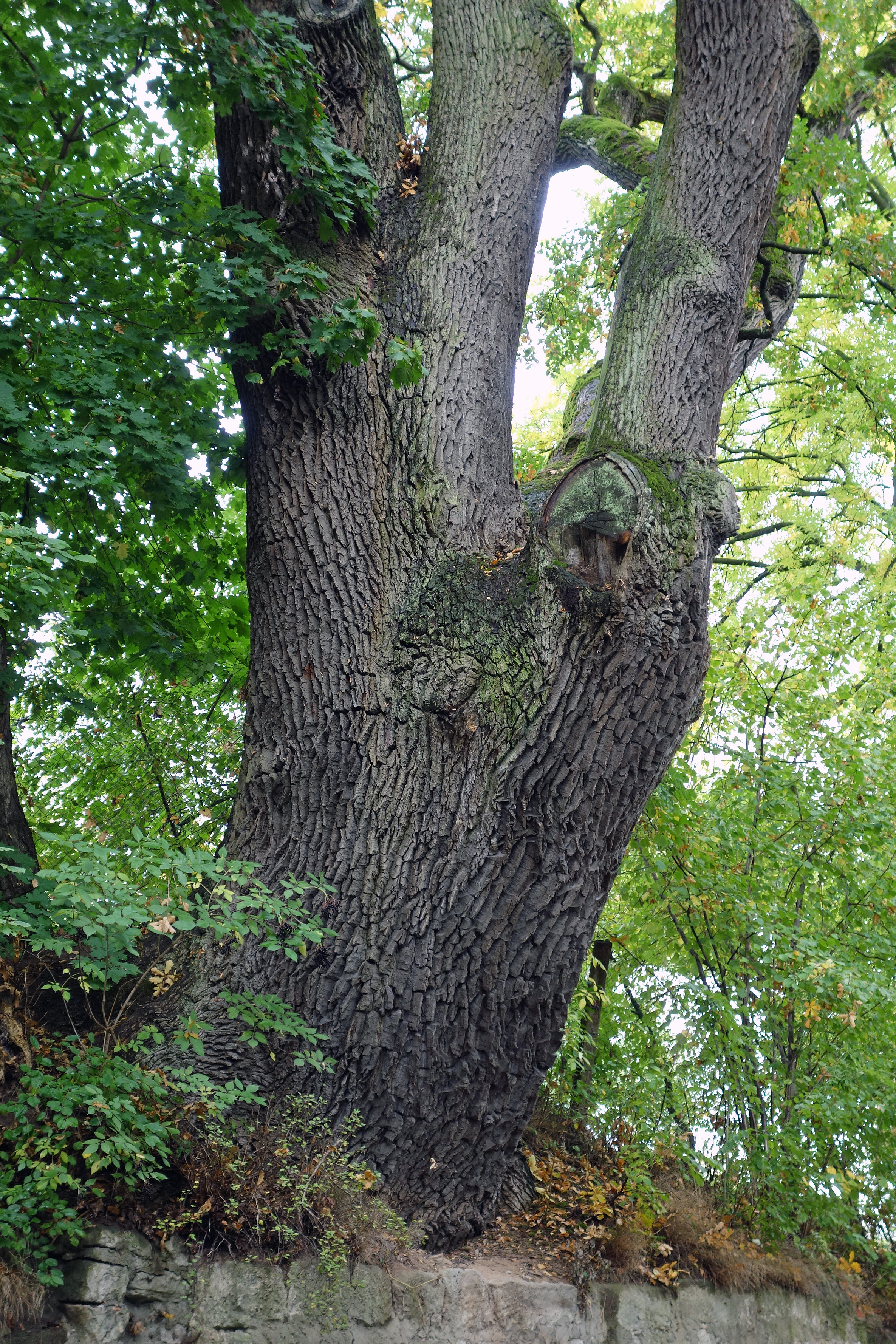
Stamm auf Mauer
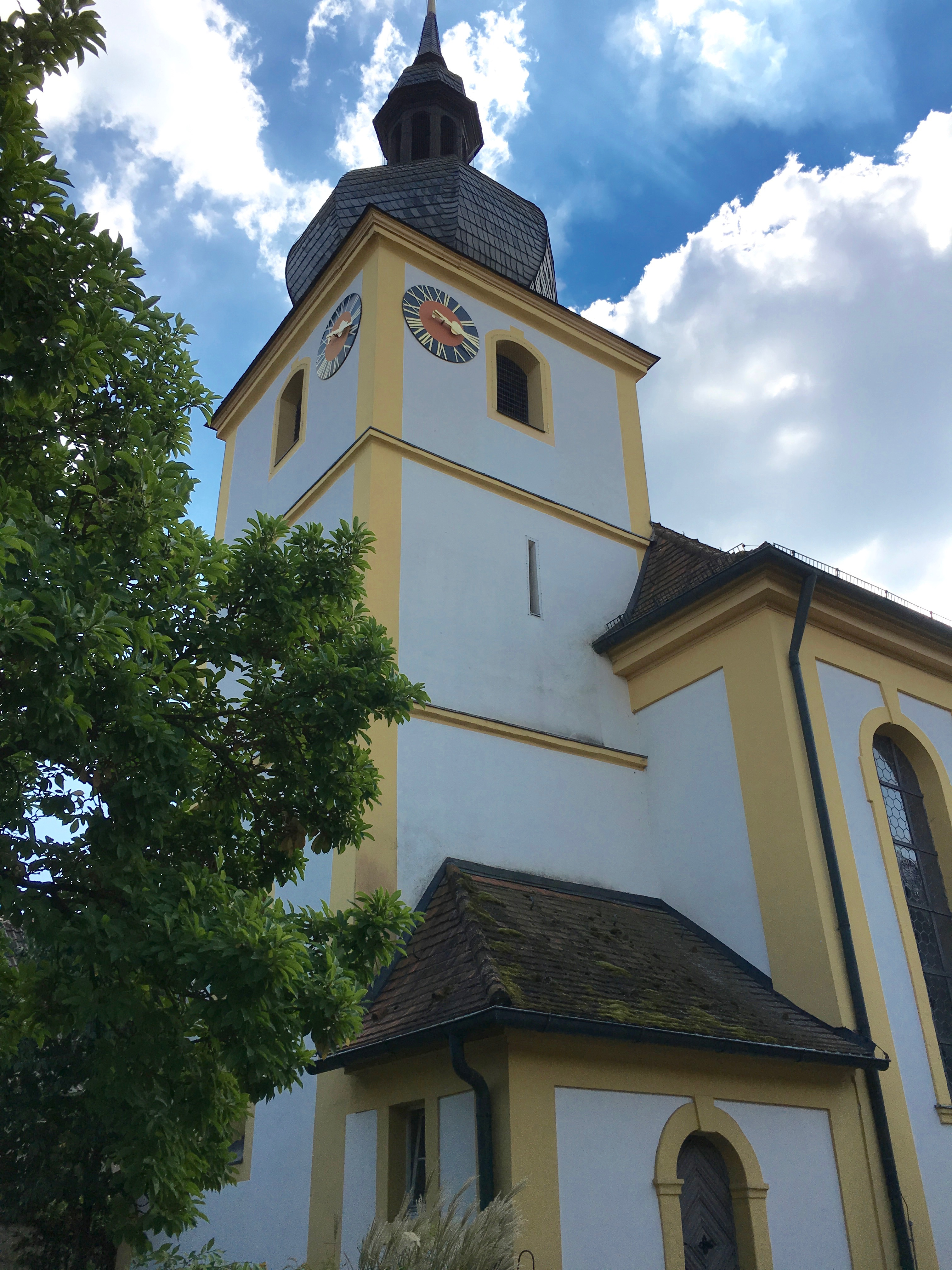
Pfarrkirche St. Erhard

- Haus Nr. 39: Schmiedeeiserner Ausleger und Inschrifttafel
- Haus Nr. 50: Ehemaliges Forsthaus
- Haus Nr. 62: Ehemaliger Gasthof Amberger
- Haus Nr. 65, 65a: Kleinbauernhof
- Haus Nr. 66: Wohnhaus mit Stadel
- Haus Nr. 70: Pfarrhof
- Haus Nr. 72: Evangelisch-lutherische Pfarrkirche St. Erhard
- Haus Nr. 85: Bauernhaus
- Steinkreuz

## Vollandseiche
Die als Naturdenkmal geschützte Stieleiche – mit einem Brusthöhenumfang von 7,50 m (2016) – steht direkt über einem von A. Volland im 19. Jahrhundert erbauten Bierkeller.

## Verkehr

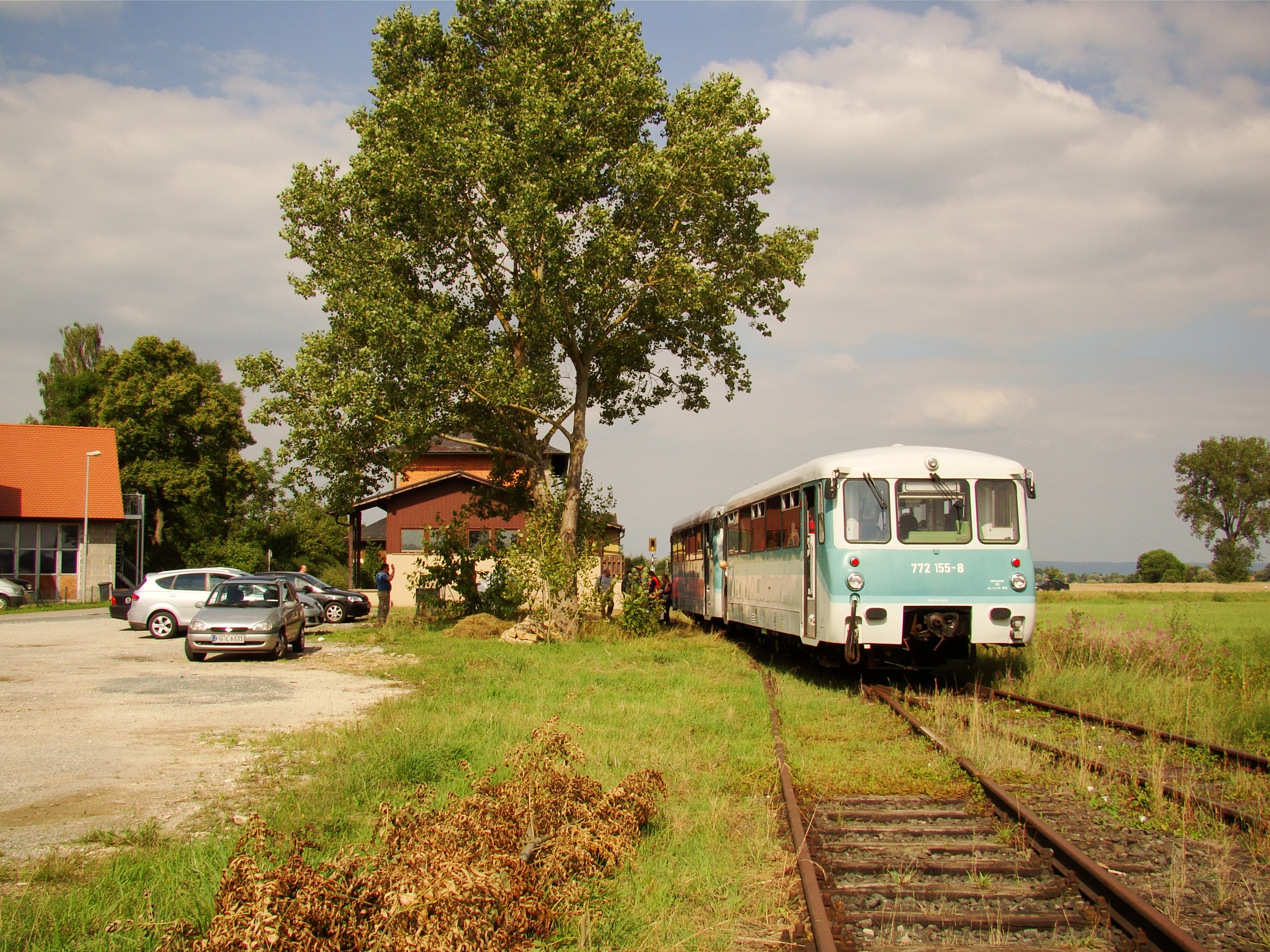
Zug auf der Bahnstrecke Frensdorf–Schlüsselfeld

Die Staatsstraße 2260 verläuft nach Stolzenroth (1,4 km südwestlich) bzw. nach Oberndorf (1,3 km nordöstlich). Die Staatsstraße 2263 führt nach Unterneuses zur Bundesstraße 22 (6,5 km nördlich) bzw. nach Pommersfelden (1,1 km südöstlich). Etwas nördlich von Steppach zweigt die Kreisstraße BA 45 von der St 2263 nach Unterköst ab (1,1 km nordwestlich).
Der Haltepunkt Steppach-Pommersfelden liegt an der Bahnstrecke Frensdorf–Schlüsselfeld, auf der seit 1977 fast ausschließlich Schienengüterverkehr stattfindet.

## Persönlichkeiten
- Kerstin Hack (* 1967), Anglistin, Ethnologin, Autorin, Verlegerin und Referentin (ist in Steppach aufgewachsen)